# Nat King Cole
Nat King Cole născut Nathaniel Adams Coles, (n. 17 martie 1919, Montgomery, Alabama, SUA – d. 15 februarie 1965, Santa Monica, California, SUA) a fost un pianist, compozitor, interpret de jazz, cântăreț și actor de film american.

## Date biografice
Născut în 1919, și-a alcătuit prima formație de jazz în liceu. Treptat, a devenit unul din cei mai cunoscuți și mai populari cântăreți ai vremii. A cântat  într-un trio format la Los Angeles (1939).  A realizat numeroase lucruri în folosul comunității afro-americane din SUA, în acea vreme discriminarea fiind încă acceptată. A fost primul afro-american (negru) care a avut propriul show la radio și, apoi, propriul show la televiziune. 

## Albume (selecție)
- Unforgettable (1953)
- Ballads of the Day (1954)
- Penthouse Serenade (1955)
- Sings For Two In Love (1955)
- The Piano Style of Nat King Cole (1955)
- Night Lights (1956)
- The Complete After Midnight Sessions (1956)
- Just One Of Those Things (1957)
- Love Is The Thing (1957)
- Cole Español (1958)
- Everytime I Feel The Spirit (1958)
- St. Louis Blues (1958)
- Tell Me All About Yourself (1958)
- The Very Thought Of You (1958)
- Welcome To The Club (1958)
- To Whom It May Concern (1958)
- A Mis Amigos (1959)
- The Touch of Your Lips (1960)
- The Magic Of Christmas (1960)
- Wild Is Love (1960)
- Let's Face The Music And Dance (1961)
- Nat King Cole Sings; George Shearing Plays (1961)
- The Nat King Cole Story (1961)
- Dear Lonely Hearts (1962)
- More Cole Español (1962)
- Ramblin' Rose (1962)
- The Christmas Song (1962)
- My Fair Lady (1963)
- Those Lazy-Hazy-Crazy Days of Summer (1963)
- Where Did Everyone Go? (1963)
- I Don't Want To Be Hurt Anymore (1964)
- L-O-V-E (1964)
- Sincerely / The Beautiful Ballads (1965)

## Filmografie selectivă
- 1943	Here Comes Elmer, regia Joseph Santley
- 1946	Breakfast in Hollywood, regia Harold D. Schuster
- 1948	Killer Diller, regia Josh Binney
- 1949	Make Believe Ballroom, regia Joseph Santley
- 1953	The Blue Gardenia, regia Fritz Lang
- 1955	Sărută-mă mortal (Kiss Me Deadly), regia Robert Aldrich
- 1956	Basin Street Revue, regia Joseph Kohn
- 1958	St. Louis Blues, regia Allen Reisner
- 1959	Night of the Quarter Moon, regia Hugo Haas
- 1965 Cat Ballou, regia Elliot Silverstein